# Bogliasco

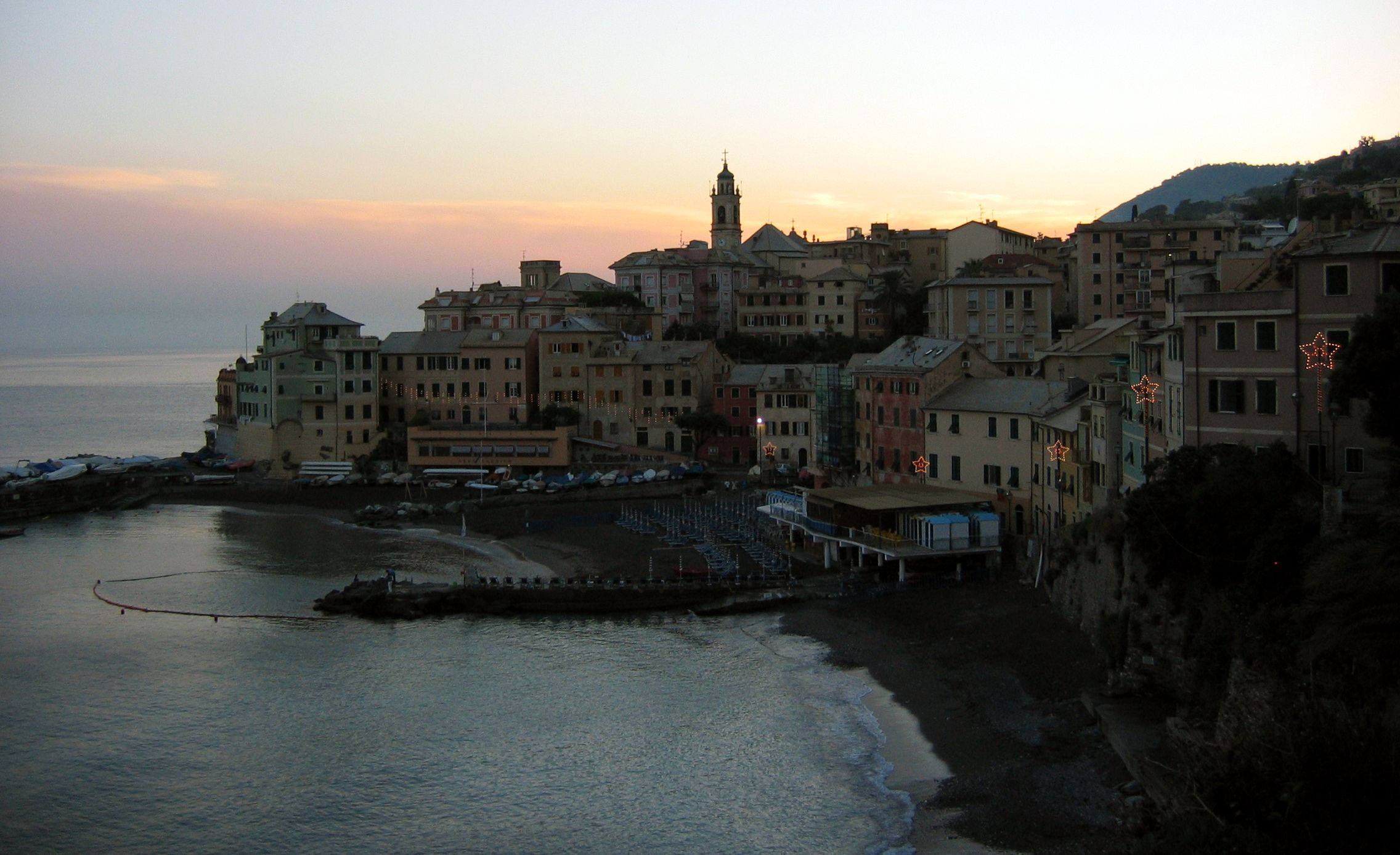
Bogliasco

Bogliasco is een gemeente in de Italiaanse provincie Genua (regio Ligurië) en telt 4618 inwoners (31-12-2004). De oppervlakte bedraagt 4,4 km², de bevolkingsdichtheid is 1146 inwoners per km².
De volgende frazioni maken deel uit van de gemeente: Poggio, S.Bernardo, Sessarego.

## Demografie
Bogliasco telt ongeveer 2218 huishoudens. Het aantal inwoners steeg in de periode 1991-2001 met 1,3% volgens cijfers uit de tienjaarlijkse volkstellingen van ISTAT.
| Jaar | Inwoneraantal |
| ---- | ------------- |
| 1991 | 4553          |
| 2001 | 4613          |

## Geografie
De gemeente ligt op ongeveer 25 m boven zeeniveau.
Bogliasco grenst aan de volgende gemeenten: Genua, Pieve Ligure, Sori.

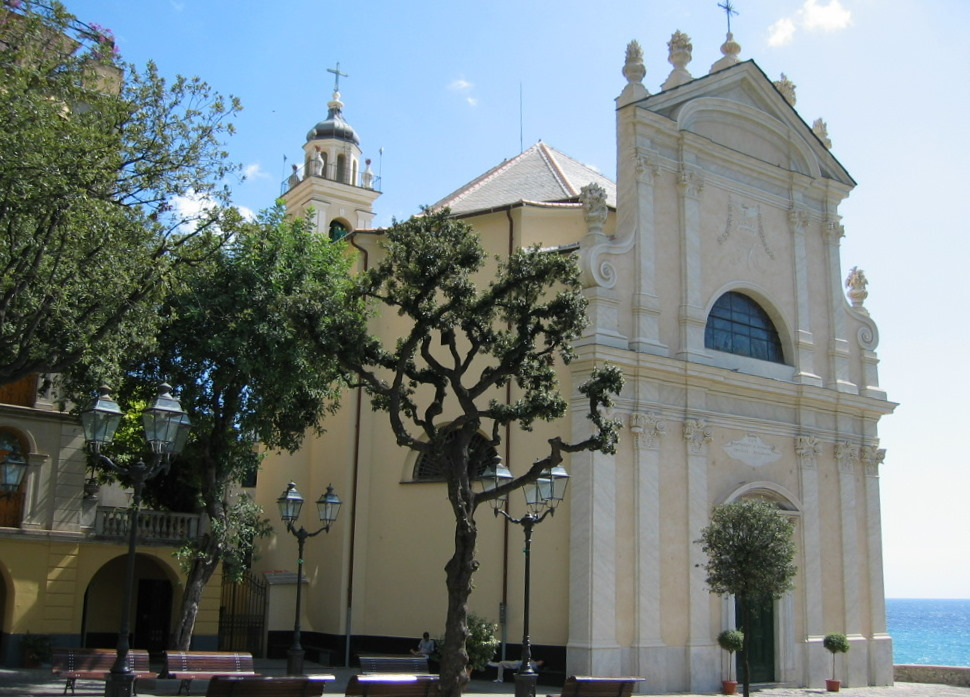
Kerk